# 유엔 안전 보장 이사회 결의 제2650호
유엔 안전 보장 이사회 결의 제2650호는 2022년 8월 31일 만장일치로 통과되었다. 주요 내용은 유엔 레바논 임시군의 활동 기간을 2023년 8월 31일까지로 연장하는 것이다. 이것은 나지브 미카티 정부의 요청에 따라 이루어졌다.

## 같이 보기
- 유엔 안전 보장 이사회 결의 제2601 ~ 2700호 목록